# チェリッシュ (漫画)
『チェリッシュ』（Cherish）は、吉住渉による日本の少女漫画作品。

## 概要
『りぼん』（集英社）での活動を主としていた作者が、『コーラス』（同）に進出して2作目の作品。そのため、ゲイのカップルが登場するなど、これまでの作品に比べて対象年齢が高くなっている。
『コーラス』にて2006年6月号から8月号まで連載された。全3話。
単行本はクイーンズコミックスより全1巻（2006年12月発行 ISBN 4-08-865378-5）で発売された。「ハピネス」が併録されている。

## あらすじ
ゲイのカップルに育てられた千紘。大学で映画サークルに入った千紘は、中学の時の元彼・津田と再会する。

## 登場人物
小宮山 千紘（こみやま ちひろ）
3歳の頃シングルマザーだった母親が亡くなり、母親とルームシェアしていたゲイの拓に引き取られた。
中学生の時、好きになった津田に拓と零司のことを告白したが、「生理的に受け付けない」と手紙で伝えられ、別れた。
津田 真教（つだ まさのり）
千紘と中学生の時付き合っていた。千紘から両親のことを告白されて間もなく、親の仕事の都合で台湾へ引っ越した。
拓・零司（たく・れいじ）
千紘の育ての親。新宿二丁目で出会った。拓は出版社勤務、零司は家電メーカーのサラリーマン。
中川 遥（なかがわ はるか）
千紘の母親。癌で亡くなった。

## ハピネス
単行本に同時収録されている前後編。作者が『コーラス』で最初に発表した作品で、2006年1月号と2月号に掲載された。ストーリーには何の関連性もないが、主人公の赤津が勤める出版社は、「チェリッシュ」で拓が勤める出版社と同じ、という裏設定がある。
あらすじ
出版社に勤める赤津は、装丁作家の栢野（かやの）のことが好きだが、栢野の元夫、元夫の現妻などが関わってきて……。